# Blaton
Blaton este o localitate a comunei belgiene Bernissart, situată în regiunea valonă, în provincia Hainaut.
A fost o comună de sine stătătoare până la fuziunea comunelor din 1977.

## Geografie

### Localizare
Cunoscut pentru numeroasele sale canale, Blaton se află într-un peisaj cu relief domol: altitudinea variază între 27 de metri, la marginea canalului Nimy-Blaton-Péronnes, și 67 de metri, în pădurea Bon-Secours, situată în sud-vestul teritoriului. Satul, aflat la distanță egală de Mons și Tournai, aproximativ 22 de kilometri, ocupă versantul nordic al văii râului Haine. Acest cadru geografic, marcat de o topografie moderată și de apropierea față de căile navigabile, a influențat mult timp activitățile umane.
Centrul localității Blaton se află într-o vale adâncă, mărginită de două coline nisipoase acoperite cu ierburi și arbuști: Grande Bruyère și Mont des Groseilliers. Această depresiune naturală este traversată de pârâul Fontaine Bouillante, care izvorăște din Stambruges. La Blaton, cursul său este parțial acoperit sau deviat către canalul Blaton-Ath. Mai în aval, poartă denumirea de Courant Macou înainte de a se vărsa în râul Haine, la Condé-sur-l'Escaut.
Ca moștenire a ultimei perioade glaciare, peisajul local se sprijină pe un sol nisipos foarte permeabil. Subsolul este alcătuit în principal din gresii și calcare paleozoice, formațiuni caracteristice regiunii Hainaut.
Satul Blaton este traversat de trei canale istorice: canalul Blaton-Ath, destinat odinioară să lege Blaton de Ath pentru a facilita transportul mărfurilor; canalul Nimy-Blaton-Péronnes, care asigură o legătură navigabilă între Mons și Escaut; și canalul Pommerœul-Antoing, astăzi dezafectat, construit la vremea sa pentru transportul cărbunelui extras în regiune. Această concentrație de căi navigabile i-a adus Blatonului supranumele de „mica Veneție a Hainautului”.

## Transporturi
Satul Blaton este traversat de mai multe infrastructuri de transport importante. Este deservit de linia feroviară 78, prin gara Blaton, pusă în funcțiune în anul 1861, care asigură o legătură între Mons și Tournai, facilitând astfel deplasările locale și regionale.
Blaton beneficiază, de asemenea, de un acces direct la autostrada A16 (E42), care leagă Tournai de Liège. Această autostradă, ale cărei lucrări au început în anii 1960, a contribuit la îmbunătățirea circulației în Hainaut și la consolidarea schimburilor comerciale, în special cu Franța, prin facilitarea accesului către orașe mari precum Lille și Paris.

## Istorie
La Blaton au fost descoperite numeroase vestigii arheologice datând din perioada paleolitică, epoca gallo-romană, epoca merovingiană și Evul Mediu.
După cucerirea teritoriului Belgiei de către romani, Ambiorix⁠(d), regele eburonilor, s-a revoltat. Iulius Cezar a revenit în Belgia, și-a stabilit cartierul general la Mons, a plasat cinci cohorte în stânga sa, pe înălțimile de la Fani-Mereurii (Blaton), și alte cinci în dreapta sa, la castelul din Chièvres. Astfel i-a învins, nu departe de Blaton, pe nervii⁠(d) conduși de Turnus⁠(d), al căror tabără era instalată într-un loc numit Hériaumont.
Blaton a fost comasată cu comuna Bernissart în anul 1977.

## Demografie
- INS - 1831 până în 1970 = recensăminte, 1976 = numărul de locuitori la 31 decembrie.

## Cultură și patrimoniu

### Patrimoniu arhitectural
- Capela din Grande Bruyère.
- Monumentul dedicat eroilor căzuți în războaiele din 1914–1918 și 1940–1945.
- „Crêtes à cayaux” (literal „creste cu pietre”), ziduri din piatră uscată sau zidite cu mortar, ale căror coronamente sunt formate din pietre așezate vertical, care delimitează total sau parțial anumite proprietăți, în special de-a lungul străzilor de l’Enfer, de la Montagne, de Condé și Émile Zola[2].

#### Biserica Tuturor Sfinților

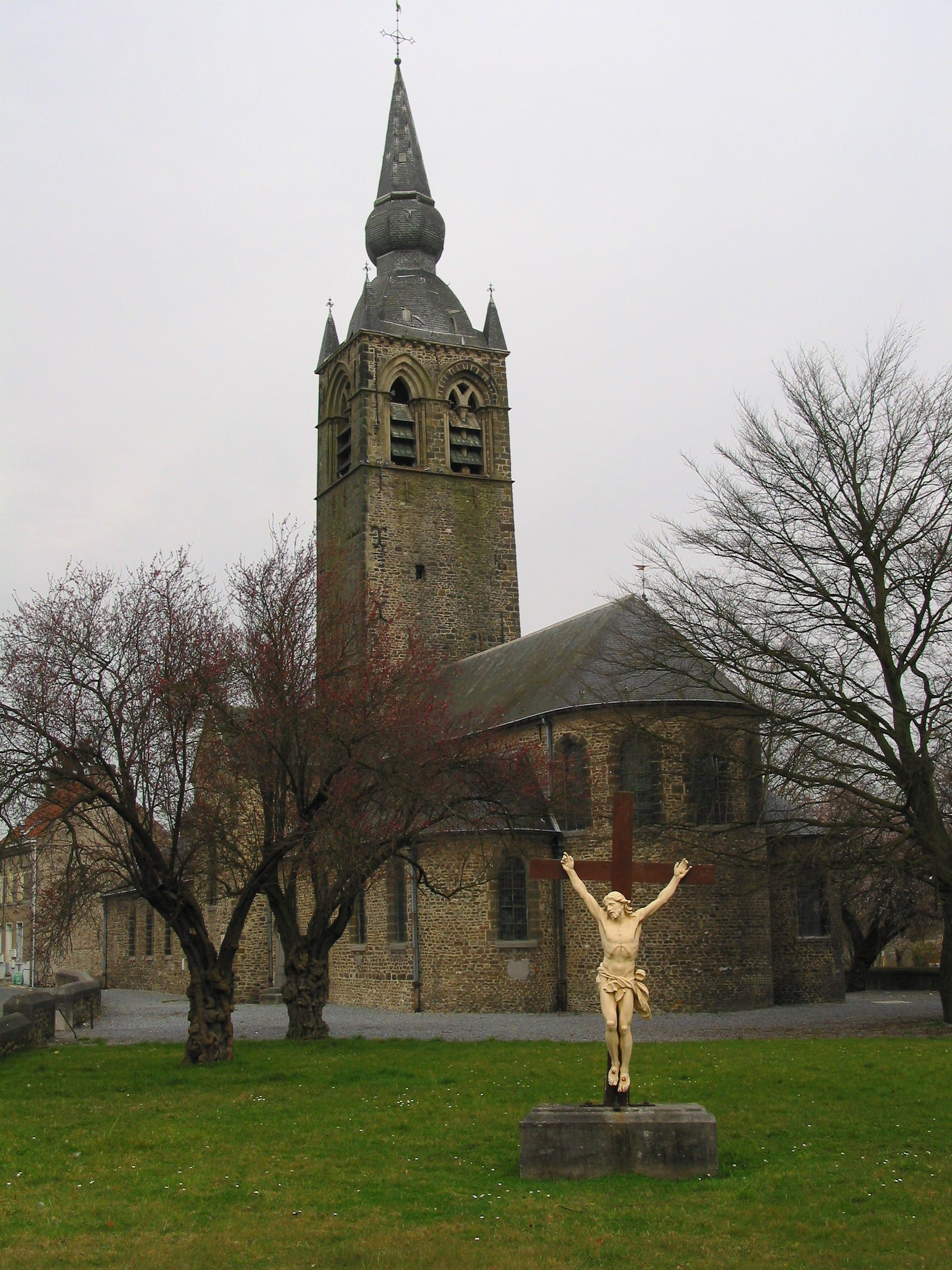
Biserica Tuturor Sfinților

Biserica Tuturor Sfinților, una dintre cele mai vechi din Hainaut, a fost construită între sfârșitul secolului al XVI-lea și începutul secolului al XVII-lea, într-o perioadă în care satul începea să se dezvolte. Ea a înlocuit un mic oratoriu devenit prea strâmt.
Arhitectura sa îmbină stilul romanic timpuriu cu începuturile goticului, având un plan în cruce latină și trei nave. Zidurile sunt realizate din gresie locală. Turnul pătrat, destul de suplu, datează din secolul al XVIII-lea, fiind supraînălțat în secolele al XV-lea și al XVI-lea, iar apoi completat cu o fleșă și un bulb în secolul al XVII-lea. În interior se află nișe gotice din 1490 cu statui ale sfinților Petru și Pavel, un crucifix de lemn din secolul al XVI-lea și mai multe statui policrome din secolul al XVII-lea, printre care sfântul Cristofor și sfântul Roch. Un relicvariu din 1732 adăpostește moaștele sfântului Fortunat.
Au avut loc mai multe restaurări, cea mai importantă în anii 1950–1960, pentru a reda aspectul original al navei și transeptului. Clădirea rămâne un martor important al istoriei locale.

### Patrimoniu natural

#### Parcul Posteau
În centrul localității Blaton, pe malul canalului Blaton-Ath, se află parcul Posteau. Acest domeniu de aproximativ 2,5 hectare cuprinde un iaz și cursul de apă care îl alimentează, prevăzut cu pontoane care permit traversarea peste apă.
Parcul adăpostește, de asemenea, o casă rurală și un teatru în aer liber, care găzduiește numeroase festivități pe parcursul anului, în special pe 21 iulie, contribuind astfel la faima sa.
Comuna a achiziționat acest domeniu în urmă cu aproximativ un secol. El a aparținut lui Ulysse Posteau, un negustor de cereale care locuia aici. În 2007 a fost lansat un proiect de creare a unui parc și de amenajare a pajiștii învecinate. Lucrările au fost finalizate în 2012, iar parcul a fost atunci deschis publicului.

#### Grande Bruyère

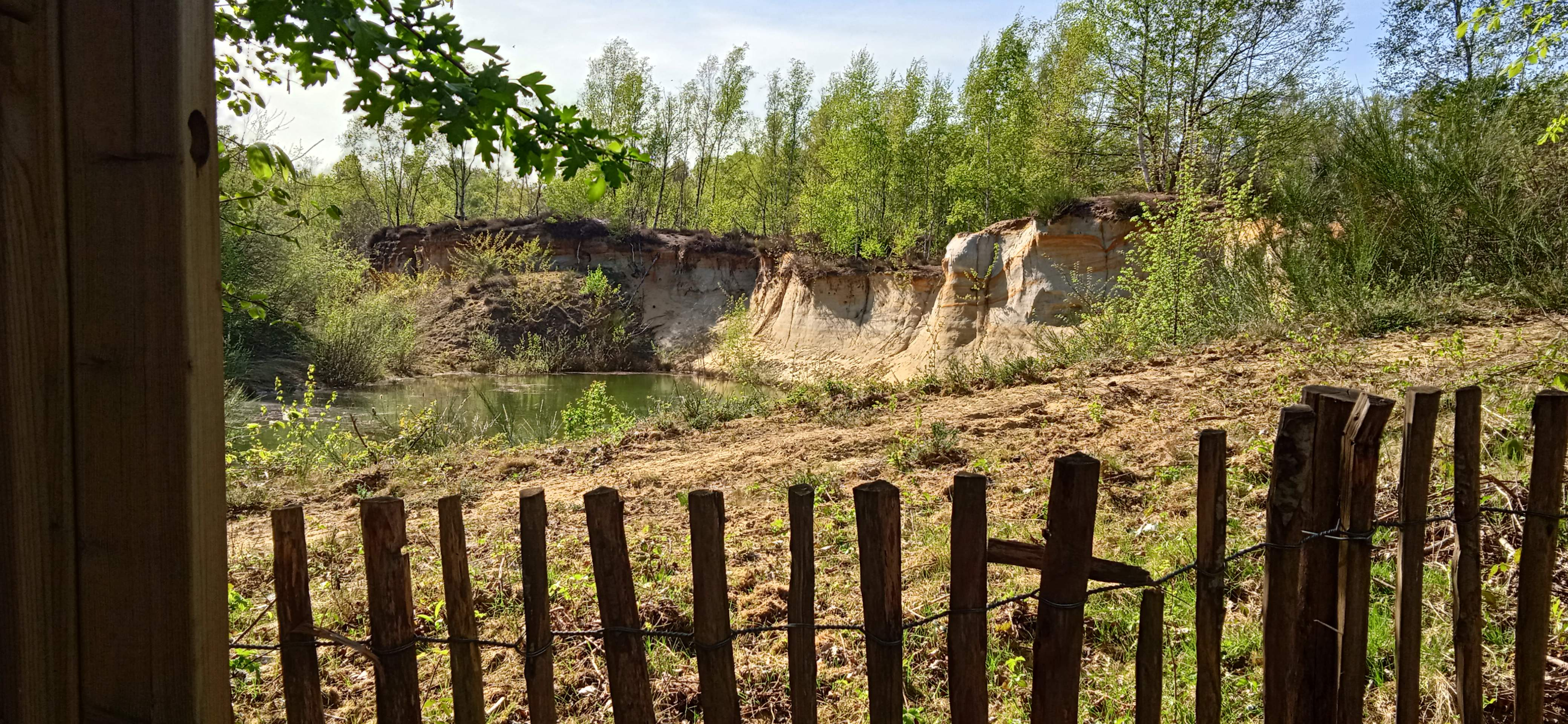
Vedere spre un iaz în zona Grande Bruyère.

Grande Bruyère din Blaton este o fostă exploatare de nisip care beneficiază de statutul de SGIB. Ea adăpostește o faună și o floră foarte diversificate, susținute de numeroase habitate variate: întinderi de nisip, oglinzi de apă, desișuri, bălți etc.
Parcul Natural al Câmpiilor Escautului desfășoară în mod regulat lucrări de întreținere și gestionare a sitului, de când acesta a obținut, în 2003, statutul de rezervație naturală domanială, ca urmare a unei convenții între comuna Bernissart și Regiunea Valonă.

### Personalități
- Luce Irigaray⁠(d) (născută în 1930 la Blaton), lingvistă și psihanalistă feministă francofonă